# Книмис (горы)
Кними́с (греч. Κνημίς), также Спартия — горный хребет в Греции. Расположен к северу от гор Калидромон на побережье Эгейского моря, к юго-востоку от залива Малиакос. Высочайшая вершина — 938 м над уровнем моря. Отрогом является мыс Книмис, который вдаётся в пролив Книмис между материком и горами Лихас на самой северо-западной оконечности острова Эвбея. У северного подножья находится город Камена-Вурла.
Хребет преграждает единственный путь по суше из Средней Греции в Северную. У подножья хребта Книмис проходит Автострада 1 Пирей — Афины — Салоники — Эвзони (ПАСЭ), часть европейского маршрута E75.
По Страбону от горы Кнемида (Кнемис) получили своё название эпикнемидские локры, населявшие Локриду.
На мысе Книмис находился укреплённый город эпикнемидских локров Кнемиды (Кнемис), упоминаемый Страбоном, Плинием и в «Периале обитаемого моря» Псевдо-Скилака.